# フェイス・オブ・ラブ
『フェイス・オブ・ラブ』（The Face of Love）は2013年のアメリカ合衆国の恋愛映画。監督はアリー・ポジン、出演はアネット・ベニングとエド・ハリスなど。
5年前に最愛の夫を亡くして失意の中にいる女性と、その亡夫とうり二つの男性との恋を描いている。

## ストーリー
ニッキーは水難事故で夫のギャレットを亡くし、未亡人になってしまった。彼女はまだ夫の死を乗り越えられずにいた。一人で生きていこうと決めた時、ニッキーの目の前に教師で芸術家でもあるトムが現われる。驚いたことに、トムはギャレットとそっくりだった。
愛のつながりがあることを確信したニッキーは、トムの元を訪れるようになる。しかし、ニッキーはトムが自分の亡き夫にとてもよく似ていることをトムにいうことができずにいた。また、トムもニッキーに対して自分の心臓の具合が悪いことを伝えることができずにいた。

## キャスト
- ニッキー: アネット・ベニング
- ギャレット/トム: エド・ハリス
- ロジャー: ロビン・ウィリアムズ - ギャレットの友人で隣人。
- アン: エイミー・ブレネマン - トムの元妻。
- サマー: ジェス・ワイクスラー（英語版） - ニッキーとギャレットの娘。
- ジャン: リンダ・パーク（英語版）
- ホステス: キム・ファリス
- 農産市場の店員: リア・ショー
- ギャラリーのウェイトレス: チェルシー・オコナー
- ウェイトレス: ユキ・バード

## 製作
本作の撮影は2012年にカリフォルニア州ロサンゼルスで行われた。
2013年5月に、IFCフィルムが本作をアメリカで配給する権利を獲得した。
2013年9月12日には、第38回トロント国際映画祭のスペシャル・プレゼンテーションにて初めて上映された。20日には、アメリカで限定公開された。

## 評価
批評家からの評価は高くない。映画批評集積サイトRotten Tomatoesには73件のレビューがあり、批評家支持率は42%、平均点は10点満点で5.1点となっている。サイト側による批評のまとめは「手堅くて、力強いアネット・ベニングとエド・ハリスの演技を見るための映画だと思えば一見の価値はあるだろう。しかし、本作は主演2人の素晴らしい演技が、意味のない演出とまとまりがない脚本のために価値を減じている映画だといえる。」となっている。また、Metacriticには24件のレビューがあり、加重平均値は51/100となっている。